# Talesa av Aragonien
Talesa av Aragonien, död 1147, var en spansk adelskvinna, brorsdotter till kung Sancho I av Aragonien. Hon var ställföreträdande regent i det franska vicegrevskapet Béarn för sin frånvarande make 1096-1101, och för sin son 1131-1134. 